# تپه چیا کره کال ۱
تپه چیا کره کال ۱ مربوط به دوران‌های تاریخی پس از اسلام است و در شهرستان کوهدشت، بخش کونانی، دهستان کونانی، ۱۰ متری جنوب چاه آب کرم خدا واقع شده و این اثر در تاریخ ۱۸ اسفند ۱۳۸۷ با شمارهٔ ثبت ۲۵۲۳۱ به‌عنوان یکی از آثار ملی ایران به ثبت رسیده است.